# مليكة الخالدي
مليكة الخالدي (1947 - 23 نوفمبر 2021)، هي ممثلة مغربية. كانت معروفة قيد حياتها بـ”التايكة” كما يحلو لجمهورها تسميتها.

## حياتها
ولدت في مدينة مراكش عام 1947 وسجلت حضورها على خشبة المسرح منذ التحقت بفرقة المسرح الحديث للهواة سنة 1963، وفي سنة 1968 شاركت ضمن فرقة الوفاء المراكشية في تقديم أعمال ظلت منقوشة في ذاكرة المغاربة، وهي زوجة الممثل المسرحي مولاي عبد السلام الخالدي، ولديها خمسة أبناء.

## وفاتها
توفيت زوال يوم الثلاثاء 23 نوفمبر 2021، بإحدى المصحات الخاصة في مدينة مراكش، بعد أن أجرت عملية جراحية قبل أيام بسبب معاناتها من وعكة صحية على مستوى الأمعاء. توفيت بعد معاناة طويلة من شلل أصابها منذ 8 سنوات، ما جعلها تقبع في ركن بمنزل تواجه الوحدة.

## من أهم أعمالها
- من دار لدار (مسلسل).
- خط الرجعة (مسلسل)
- المسلسل المغربي «أولاد لحلال» الذي أذيع على القناة المغربية أواخر الثمانينات أو أوائل التسعينات من القرن العشرين.
- والأفلام الأجنبية ”هيروشيما” و ”مراكش إكسبريس”.
- الحراز (مسرحية).